# Mia madre (film)
Mia madre è un film del 2015 diretto da Nanni Moretti e scritto dal regista insieme a Francesco Piccolo e Valia Santella.
Il film è interpretato da Margherita Buy, John Turturro, Giulia Lazzarini e dallo stesso Moretti, e racconta il difficile periodo di una regista di successo, divisa tra il set del suo nuovo film e la sua vita privata legata alla madre malata.
Il film è stato presentato in concorso al 68º Festival di Cannes.
I Cahiers du cinéma hanno eletto il film come il migliore del 2015, e come settimo miglior film del decennio 2010-2019.

## Trama
Margherita è una regista che sta lavorando a un film sull'occupazione da parte degli operai della fabbrica in cui lavorano, dopo che è stata venduta ad una multinazionale, il cui general manager, Barry Huggins, vuole attuare dei licenziamenti. Margherita è sorella di Giovanni, uomo attento e premuroso, con il quale accudisce la madre Ada, malata di scompenso cardiaco e ricoverata in ospedale.
La donna sta attraversando un periodo difficile. Non sembra riuscire ad accudire la madre quanto vorrebbe, in confronto al fratello e sembra spaesata davanti all'aggravarsi della malattia materna. Inoltre ha deciso di separarsi dal compagno Vittorio ed è anche alle prese con i problemi adolescenziali e scolastici della figlia Livia, rimandata in latino, proprio la materia che Ada aveva insegnato con passione e dedizione. Infine a livello lavorativo il film sembra non riuscire come lei vorrebbe a causa della poca concentrazione, delle idee poco chiare e con Huggins che si dimentica le battute.
Non essendoci più speranze per la madre, Giovanni e Margherita decidono di riportare Ada a casa, dove la donna dà ripetizioni alla nipote. Poco dopo, Ada muore. Proprio mentre stanno vegliando il corpo, arriva un ex studente che chiede di lei. Grazie a lui e un'altra ex studentessa, i figli di Ada capiscono quanto la loro madre fosse stata una figura di riferimento per i suoi studenti, che la stimavano e dalla quale si sentivano capiti e amati.

## Incassi
Il film è uscito nelle sale italiane il 16 aprile 2015 in 400 copie, distribuito da 01 Distribution. Nel primo weekend di programmazione ha guadagnato 1112000 €. L'incasso totale è di 3505000 €. Il film al Festival di Cannes 2015 è stato venduto in 30 paesi in tutto il mondo, fra cui Gran Bretagna, Scandinavia, Spagna, America Latina e Giappone.

## Promozione
Il primo poster del film è stato diffuso il 25 marzo 2015. Lo stesso giorno viene pubblicato il primo trailer.
Il film è uscito nelle sale il 16 aprile ed è stato distribuito, per la vendita ed il noleggio nei supporti dvd e blu-ray, a partire dal primo ottobre dello stesso anno.

## Riconoscimenti
- 2015 - David di Donatello

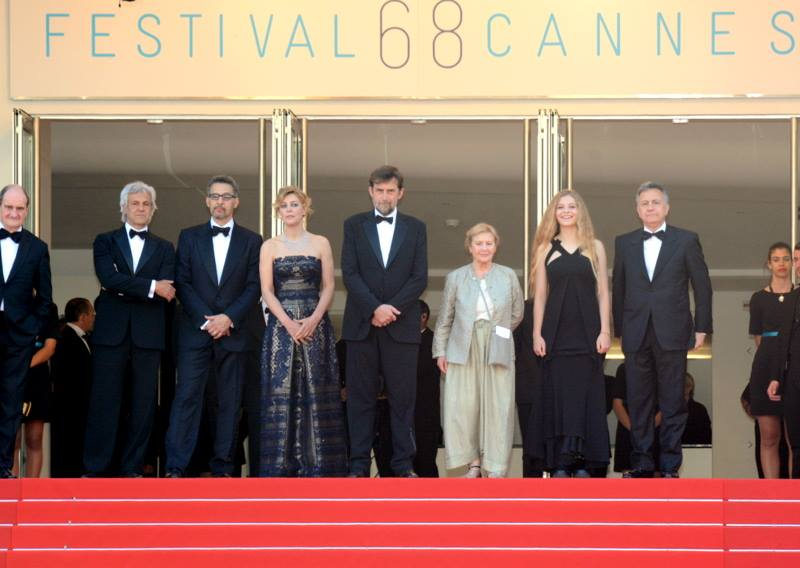
Il cast al Festival di Cannes 2015.

  - Migliore attrice protagonista a Margherita Buy
  - Migliore attrice non protagonista a Giulia Lazzarini
  - Candidatura Miglior film
  - Candidatura Miglior regista a Nanni Moretti
  - Candidatura Miglior sceneggiatura a Nanni Moretti, Valia Santella e Francesco Piccolo
  - Candidatura Miglior produttore a Nanni Moretti e Domenico Procacci
  - Candidatura Miglior attore non protagonista a Nanni Moretti
  - Candidatura Miglior montaggio a Clelio Benevento
  - Candidatura Migliore sonoro a Alessandro Zanon
  - Candidatura Miglior trucco a Enrico Iacoponi
- 2015 - Nastro d'argento
  - Migliore attrice protagonista a Margherita Buy
  - Nastro d'argento speciale a Giulia Lazzarini
  - Candidatura Regista del miglior film a Nanni Moretti
  - Candidatura Migliore sceneggiatura a Nanni Moretti, Valia Santella e Francesco Piccolo
  - Candidatura Miglior produttore a Domenico Procacci per Fandango e Nanni Moretti per Sacher
  - Candidatura Migliore montaggio a Clelio Benevento
  - Candidatura Migliore sonoro a Alessandro Zanon
- 2015 - Globo d'oro
  - Candidatura Miglior film
  - Candidatura Miglior sceneggiatura a Nanni Moretti, Valia Santella e Francesco Piccolo
  - Candidatura Migliore attrice a Margherita Buy
- 2015 - European Film Awards
  - Candidatura Miglior regista a Nanni Moretti
  - Candidatura Miglior attrice a Margherita Buy
- 2015 - Festival di Cannes
  - Premio della Giuria Ecumenica
  - Candidatura Palma d'oro a Nanni Moretti
- 2015 - Ciak d'oro
  - Miglior regista a Nanni Moretti[8]
  - Migliore attrice protagonista a Margherita Buy[8]
  - Migliore attrice non protagonista a Giulia Lazzarini[8]
  - Candidatura Migliore attore non protagonista a Nanni Moretti
  - Candidatura Migliore sceneggiatura a Nanni Moretti, Valia Santella e Francesco Piccolo
  - Candidatura Migliore scenografia a Paola Bizzarri
  - Candidatura Migliore produttore a Nanni Moretti e Domenico Procacci
  - Candidatura migliore fotografia a Arnaldo Catinari
  - Candidatura Miglior manifesto
- 2016 - Premio César
  - Candidatura Miglior film straniero a Nanni Moretti
- 2016 - Bari International Film Festival
  - Premio Luciano Vincenzoni - Migliore sceneggiatura a Nanni Moretti, Valia Santella e Francesco Piccolo